# Prieuré de Lesmahagow
Le prieuré de Lesmahagow est un ancien monastère médiéval de l'ordre de Tiron situé dans l'actuel South Lanarkshire, en Écosse.

## Historique
Jean, évêque de Glasgow, et David Ier, le roi d'Écosse, cèdent à l'abbaye de Kelso un terrain à Lesmahagow, dans le Sud de l'Écosse. Celle-ci y bâtit un nouveau prieuré d'abord placé sous sa dépendance. Mais l'administration du monastère est progressivement sécularisée au XVIe siècle. En 1607, le prieuré de Lesmahagow et l'abbaye de Kelso sont transformées en seigneuries laïques pour Robert Ker, le 1er comte de Roxburghe. En 1623, Lesmahagow devient propriété de James Hamilton, le 2e marquis de Hamilton.
Les fondations du prieuré sont mises au jour en 1972.

## Autres édifices religieux à proximité
La vieille église paroissiale de Lesmahagow (en) est située sur le site de l'ancien prieuré.
L'église d'Abbeygreen (en), ouverte en 1844 et rattachée à l'Église d'Écosse, se trouve en face de Glebe Park à Lesmahagow.

## Liste des prieurs
- Osbert, 1180[note 1]
- Bricius, 1203[note 2]
- Hugh de Liam, 1218 x 1220
- Waltheof (Waldeve), 1221 x 1226
- Thomas de Durham, x 1315[note 3]
- John de Dalgarnock, 1348[note 4]
- William, 1367–1369
- James Mador, 1468
- Richard Wylie, 1469–1470
- Alexander Wedall, 1477
- John Clasinwricht, 1477 x 1509
- N., x 1502[note 5]
- Alexander Alani / Linton, 1502
- John Richardson, 1509

## Liste des commendataires
- James Cunningham, 1561–1580[note 6]
- David Collace of Auchenforsyth, 1586